# Юсефссон, Хелена
Хеле́на Марианна Ю́сефссон (швед. Helena Marianne Josefsson; род. 23 марта 1978 года в Кальмаре, Швеция) — шведская певица, музыкант, автор песен, композитор, продюсер, вокалистка в группах Sandy Mouche, Mono Mind и Son of a Plumber, бэк-вокалистка, общественный деятель. Количество просмотров её песен на сервисе YouTube превышает 60 млн. Исполняет песни на шведском, английском, французском языках и на фарси. До 2007 года жила в городе Лунд, с 2007 по 2012 год в Мальмё. В сентябре 2012 года вместе с семьёй переехала в небольшой городок Бьерред в провинции Сконе, в 20 км к северу от Мальмё. Замужем, имеет двух сыновей.

## Биография и личная жизнь
Хелена Юсефссон родилась в семье хирурга Пера-Улофа Юсефссона (род. в 1947 году в Вирсеруме, лен Кальмар) и учительницы английского языка Маргареты Даниелссон (в настоящее время: Нильссон) (род. 12 февраля 1952 года в Ландскруне), имеющей шведские и бельгийские корни. У неё есть ещё 4 сестры: Шарлотта, София, Ханна (род. 2 апреля 1988 года) и Каролина. Хелена — вторая по старшинству из пяти сестер.
Хелена начала проявлять интерес к музыке и танцам, когда ей исполнилось всего 3 года. В 1985 году, когда Хелене было 7 лет, её родители развелись. После этого она с матерью какое-то время жила в Ландскруне, где у Ханны, бабушки по материнской линии, был магазин музыкальных записей. Это отчасти повлияло на выбор карьеры будущей певицы. Чарльз (род. в 1917 году) — дед по матери — был художником и играл на скрипке. Отец Хелены был родом из небольшой деревни на восточном побережье Швеции, очень любил природу и в том же духе воспитал свою дочь. Так, во многих песнях певицы, таких как, например, «Spiderweb suit», она поёт о своей связи с природой и любви к ней.
В возрасте 7 лет Хелена уже пела в хоре, куда её отвела мать. Певица рассказывала, как в этом возрасте часто вместе с двумя сёстрами слушала оперу Сергея Прокофьева «Петя и волк» в исполнении «ужасного, но замечательного» Эрнста-Хуго Йерегорда. Вскоре после развода родителей её мать снова вышла замуж. Через 3 года новая семья переехала в деревню под названием Бьёрнстурп к юго-востоку от Лунда в лене Сконе. Одна из немногих вещей, которая радовала там Хелену, была возможность петь во весь голос, возвращаясь каждый день домой из школы от автобусной остановки на велосипеде через лес.
26 июля 2003 года Юсефссон вышла замуж за Мартина Нильсона (род. 21 февраля 1979 года). У них родились двое сыновей — названный в честь дедушки певицы Чарльз-Дидрик (род. 8 ноября 2008 года) и Корнелис (род. 31 мая 2012 года).
Зимой 2014 года Юсефссон окончила обучение по специальности «Оптометрист» и получила диплом Копенгагенского университета. Она работает по специальности на полставки в магазине оптики города Бьерред, где проживает в настоящее время с мужем и детьми.

## Сольная карьера и Sandy Mouche
В юности Хелена выступала с Юханом Дункансоном (Johan Duncanson) в группе Jive with Clive, которая потом сменила название на Plastic Soul. Сегодня Дункансон играет в группе The Radio Dept. В этой же группе с 2001 по 2003 год играл Пер Блюмгрен, участник Sandy Mouche.
Когда ей было 20 лет, она посещала Skurups folkhögskola (т. н. «народная высшая школа» в городе Скуруп) по классу джаза, однако бросила обучение, так как хотела сама писать песни в стиле поп. В то время на неё влияло творчество Нины Симон и Моники Сеттерлунд.

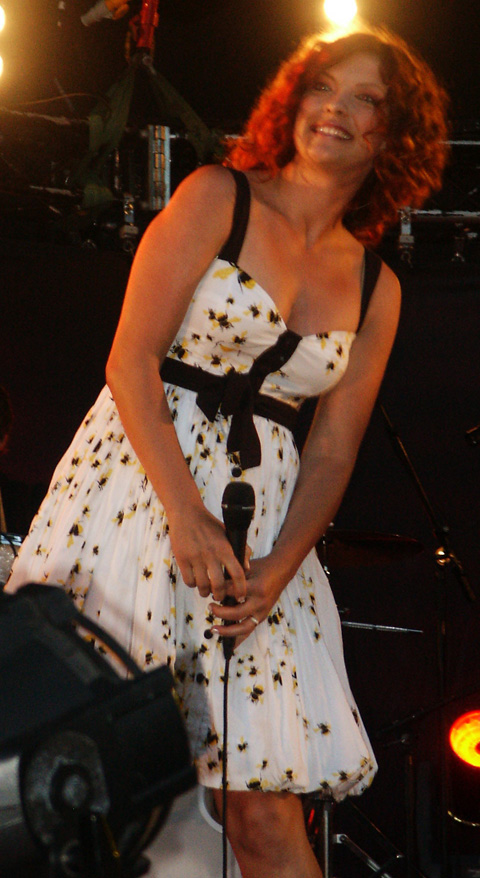
Хелена в 2007 году в Хельсингборге

Осенью 2001 года Хелена и её бойфренд Мартиник вместе с друзьями отдыхали на Крите, где родилась идея создать новую группу. Коллектив назвали «Sandy Mouche», потому что все собравшиеся имели по веснушке на лице и в момент обсуждения лепили куличи из песка на пляже. Продюсером новой группы стал друг артистов, шведский музыкант, продюсер и аранжировщик Кристофер Лундквист.
В сентябре вышел альбом Sandy Mouche «White Lucky Dragon». Почти весь 2005 год прошёл в работе над следующей пластинкой «…and poems for the unborn», которая вышла в январе 2006. Через год Юсефссон выпустила свой первый сольный альбом «Dynamo», оценённый критиками.
На Рождество 2009 года она приняла участие в концерте, посвященном памяти умершего в тот год Майкла Джексона. Концерт прошёл в шведском городе Мальмё.
В январе 2011 года вышел второй сольный альбом певицы «Kyss mej».
Хелена также приняла участие в съёмках музыкальной развлекательной телепередачи «Så ska det låta» (рус. Как это должно звучать) — аналог российской «Два рояля». Запись программы транслировалась 1 апреля 2011 года на телеканале SVT1. Передача является очень популярной в Швеции — еженедельно её аудитория составляет около 2 млн человек (примерно 20 % от всего населения страны).
В начале 2012 года певица оставила работу с коллективом Roxette в пользу записи альбома Sandy Mouche. Уже в первую неделю января было объявлено, что Хелена записывает новую балладу для альбома, который должен выйти в свет позднее в этом же году.
26 сентября 2016 года в студии «Aerosol Grey Machine» началась запись четвёртого сольного англоязычного альбома певицы. По утверждению Юсефссон в её официальном Фейсбуке, в записи принимали участие приглашённые музыканты из Калифорнии (бас-гитаристка Мирьям Спейер и ударница Элизабет Годфеллоу) и шведского лена Сконе (клавишник Оскар Юханссон и Кристофер Лундквист). После выхода сольного альбома Пера Гессле «En vacker natt» 28 апреля 2017 года, в записи которого Юсефссон также принимала участие, запись её сольного альбома продолжилась в Швеции. Певица рассказала в своем официальном инстаграме, что к 20 мая 2017 уже записаны 9 песен из 11. Также стало известно, что в записи принимают участие шведский музыкант Joakim Lindberg, пианистка Каролин Леандер, клавишник Оскар Юханссон (швед. Oscar Johansson) и английский джазовый музыкант и композитор Джон Венкайя (англ. John Venkiah). Запись сольного альбома продолжится осенью 2017 после окончания гастрольного тура Гессле «Ev vacker kväll», а весной 2018 года певица планирует дать несколько концертов в Швеции в поддержку диска.
Летом 2017 года Юсефссон приняла участие в гастрольном туре Пера Гессле «En vacker kväll», а по его окончании продолжила работу над своим третьим сольным альбомом «Beauty, Love, Anything» в студии «Aerosole Grey Machine» в Валларуме.
В апреле 2018 года Юсефссон совместно с Кристофером Лундквистом дали два концерта в шведских городах Мальмё и Кристианстад. В выступлениях приняли участие специальные гости — музыканты группы Roxette клавишник Кларенс Эверман и басист Магнус Бёрьессон, а также группы Sandy Mouche, Brainpool (в которой играет сам Лундквист и ударник Йенс Йонссон), американская ударница Элизабет Годфеллоу (принимала участие в записи последних альбомов Хелены Юсефссон и Пера Гессле) и многие другие.
15 августа певица опубликовала ссылку на сервис SoundCloud с записью первого сингла «Michael» с предстоящего альбома «Beauty, Love, Anything». Песня выпущена в двух версиях: оригинал и ремикс Voz Vibrante и посвящена Майклу Джексону, поклонницей которого является Юсефссон, и творчество которого повлияло на её творчество.
14 марта 2019 года в шведском городе Мальмё прошёл концерт, посвящённый премьере четвертого сольного альбома певицы «Beauty, Love, Anything». Сам альбом был официально выпущен на следующий день. В конце июля того же года Юсефссон дала концерт в галерее Томаса Вальнера в городе Симрисхамн на юго-востоке Швеции.
В марте 2021 года Юсефссон записала кавер на песню Джона Леннона «Imagine» и сняла на неё видеоклип — в нём певица танцует с лошадью по кличке Микено, принадлежащей её сестре Шарлотте Юсефссон. Последняя также является оператором клипа.
17 апреля 2021 года состоялся концерт певицы в мальмёском театре «Victoriateatern». Изначально концерт планировался на апрель 2020 года, но несколько раз переносился из-за пандемии COVID-19. Концерт прошёл при пустом зрительном зале и транслировался в прямом эфире на сервисе YouTube бесплатно для всех зрителей.
После выхода кавера на песню Джона Леннона «Imagine», Юсефссон подписала контракт с независимым лейблом из Лондона «Weareinstrumental». В рамках контакта она записала пять песен (каверов):
1. The Smashing Pumpkins — Disarm[22]
2. Кейт Буш — Wuthering Heights[23]
3. The Cranberries — No Need to Argue
4. Кристофер Кросс — Sailing[англ.]
5. The Weeknd — In Your Eyes

Третья и четвёртая песня были записаны в сотрудничестве со шведским исполнителем Даном Борнемарком.
28 июня Юсефссон дала единственный сольный концерт в городе Лунд, а в августе запланирован ещё один концерт в Ломме, пригороде Мальмё.
20 августа 2021 состоялась премьера фильма «Dröm Prins» (англ. Prince of Dreams) (реж. Джессика Неттельбладт, швед. Jessica Nettelbladt), к которому Юсефссон совместно с Магнусом Ярльбо (швед. Magnus Jarlbo) записала песню «Bara en dröm». 21 января 2022 года на песню был выпущен видеоклип, режиссёром которого стал редактор портала «The Daily Roxette» Кай-Уве Хайнце. Он же выступил и автором сценария клипа, совместно с Хеленой и Мартином Юсефссонами. Клип был снят в театре города Ландскруна — в нём, ещё будучи школьницей, в постановке «Maria av Borstahusen», пьесе Мари Андерссон (швед. Mary Andersson), впервые на сцену вышла Мари Фредрикссон, кумир певицы и, позже, её коллега.
В июне 2022 года Юсефссон приняла участие в концерте по случаю празднования 80-летия участника группы The Beatles Пола Маккартни.
В сентябре 2022 года Юсефссон вышла на театральную сцену в главной роли в детском спектакле «Mademoiselle Oiseau» (с фр. — «Мадмуазель Птица»). Юсефссон также стала автором музыки к спектаклю, сюжет которого основан на одноимённой книге. Представления прошли в шведском городе Мальмё.
15 декабря 2023 года Юсефссон представила два сольных сингла «Det stora Blå» и «Nostalgia». Обе песни записаны для сборника музыкального издательства [по состоянию на 19 декабря 2023 года неназванного], которое стремится включить большее число женщин в музыкальную индустрию. Это издательство также предоставляет музыку для кинематографистов. Обе песни написаны, записаны и спродюсированы самой Юсефссон. В настоящее время треки доступны на сервисе Spotify, ожидается, что они будут доступны для покупки и скачивания на других цифровых сервисах.
15 и 16 марта 2024 года Юсефссон планирует дать два концерта в театре «Виктория» в Мальмё под общим названием «Vuxna väsen». Вместе с ней будут выступать Anders Juhlin на рояле и Ulrika Lorentzi на виолончели.
20 марта 2024 года Юсефссон объявила на своей официальной странице в социальной сети «Facebook», а также в сети «Instagram» о прекращении сотрудничества с Пером Гессле и Арашем. Она планирует сконцентрироваться на сольном творчестве, однако не назвала конкретных планов о возвращении на сцену.

## Сотрудничество
Музыканты и коллективы, перечисленные ниже, отсортированы по алфавиту согласно их фамилиям и названиям на шведском языке:

### Arash / Араш
Певица долгое время сотрудничает с проживающим в Мальмё шведским певцом иранского происхождения по имени Араш. Музыканты записали дуэтом следующие песни:
1. «Arash» (2006)
2. «Pure Love» (2008)
3. «Broken Angel» (2010)
4. «One Day» (2013)
5. «Dooset Daram» (2018). Юсефссон также является одним из авторов песни «Dooset Daram», клип на которую снял украинский режиссёр Алан Бадоев[29]
6. «One Night In Dubai» (2019)
7. «Angels Lullaby» (апрель 2021)

Юсефссон никогда не появляется на фотографиях и обложках синглов и альбомов Араша и никогда не выступает с ним вживую.
20 марта 2024 года Юсефссон объявила о прекращении сотрудничества с Арашем. Певица планирует сконцентрироваться на сольном творчестве, а также на совместной работе со своим супругом, с которым они вместе основали группу Sandy Mouche.

### The Ark
Юсефссон записывала песни совместно с музыкантами шведской глэм-рок группой The Ark, в частности для альбомов «We Are the Ark» (2000) и «In Lust We Trust» (2002).

### Magnus Börjeson / Магнус Бёрьесон
Летом 2016 года Хелена и бас-гитарист Roxette Магнус Бёрьесон выступили вместе на 11-м ежегодном фестивале «Goodnight Sun». Жанр, в котором выступали артисты, они сами охарактеризовали как «Chanson Electronique» (электро-шансон).
В 2018 году музыканты работали вместе над созданием сольного альбома Хелены Юсефссон «Beauty, Love, Anything» (2019). В марте 2019 Юсефссон и Бёрьесон дали совместный концерт в театре «Виктория» в Мальмё (швед. Victoriateatern) по случаю релиза пластинки.
В апреле 2023 года артисты вновь появились на сцене «Victoriateatern» на совместном сольном концерте.

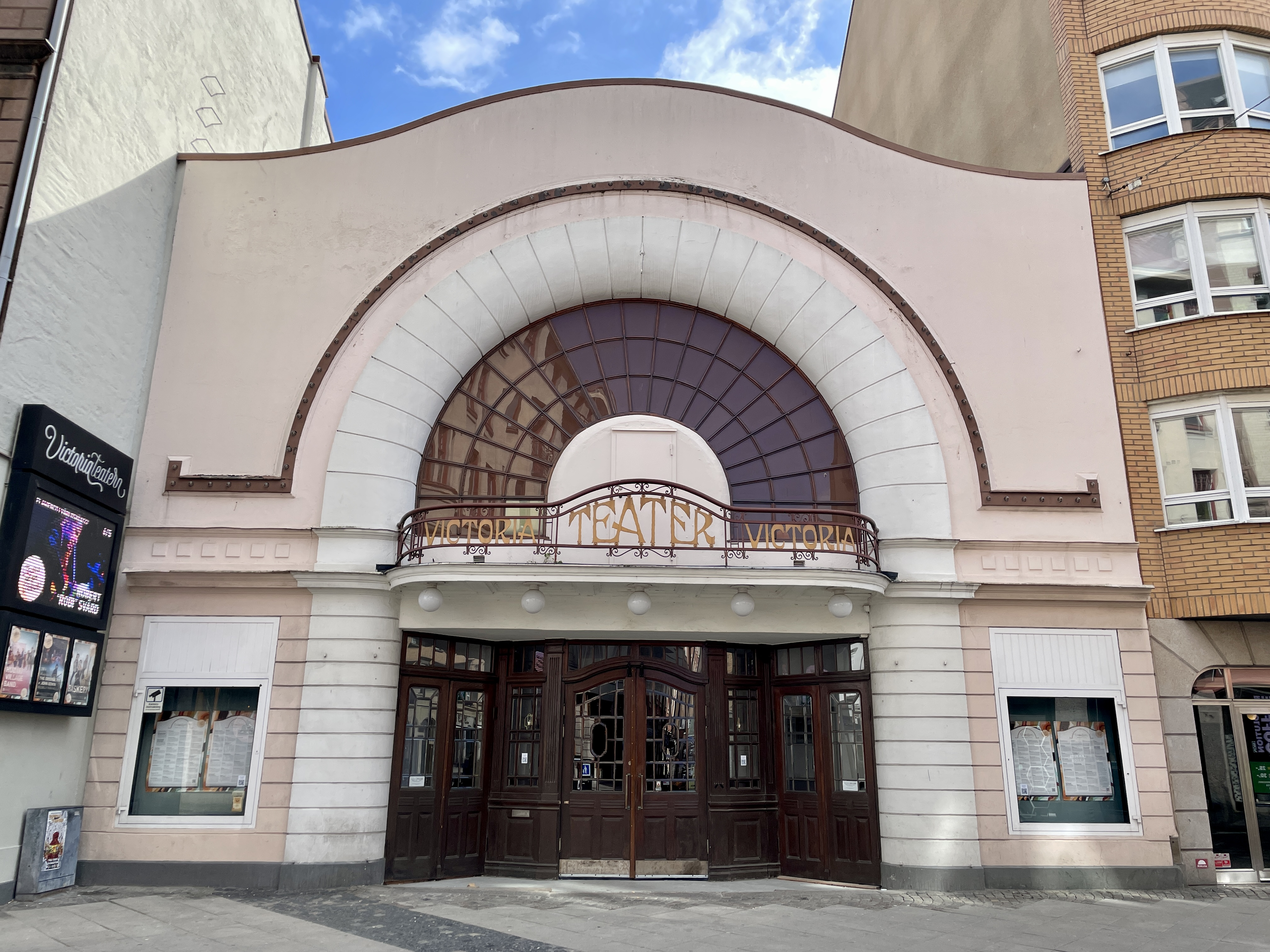
Victoriateatern в Мальмё, где проходят большинство локальных выступлений певицы

### Dan Bornemark / Дан Борнемарк
В 1999 году Юсефссон начала сотрудничать со шведским музыкантом и композитором Даном Борнемарком, получившим известность благодаря записи песен для детей. Вместе с ним она записала песню «Tigern tiger», которая вышла на его альбоме «Jorden Runt».
В первый день 2006 года вышел второй сингл в сотрудничестве с Даном Борнемарком, песня «Let Truth Reveal the Beast», заглавная композиция со сборника «Giant For Another Hour». Этот альбом был записан при участии многочисленных артистов, которые были вдохновлены работой британской прогрессивной рок-группы Gentle Giant.
В апреле 2012 года Юсефссон записала третью песню дуэтом с Даном Борнемарком, «Hösten», с его очередного альбома детски песен «Minitrams 1».
В конце 2017 года была выпущена четвёртая песня, которую Юсефссон спела дуэтом с Даном Борнемарком — «Udda fågel» с его альбома «TYP».
В мае 2021 года музыканты вновь встретились в студии для записи двух песен из пяти, над которыми Юсефссон работала для лондонского лейбла «Weareinstrumental». См. раздел «Сольная карьера».

### DJ Sparadise
20 марта 2024 года Юсефссон объявила о прекращении сотрудничества с двумя главнейшими музыкальными партнёрами в своей карьере, Пером Гессле и Арашем. Певица хранила молчание ровно 11 месяцев — 21 февраля 2025 года вышла её новая работа, совместный сингл с итальянским музыкантом DJ Sparadise (настоящее имя Francesco Sparacello) на песню «Stupid Love (Club Edit)». Широкой публике об этом стало известно 1 апреля 2025 года, когда Юсефссон объявила о релизе в своём официальном «Инстаграме». Сингл вышел на итальянском лейбле «Argenta Records» в двух вариантах: «Pop Mix» и «Club Mix».

### Dollykollot / The Dollycamp
В 2015 году Юсефссон совместно с другими шведскими музыкантами (среди которых Нина Перссон из группы The Cardigans) снялась в документальном фильме «Jag är min egen Dolly Parton», посвящённом американской кантри-певице Долли Партон.
В марте 2011 года Хелена прервала своё участие в гастрольном туре Roxette — она не смогла петь на двух концертах в Киеве и Минске. В это время она отправилась в Стокгольм, где приняла участие в премьерном представлении документального фильма «Jag är min egen Dolly Parton». Премьера ленты состоялась 11 марта в Стокгольме, Гётеборге, Мальмё и других крупных городах Швеции. Фильм посвящён карьере пяти известных певиц из Мальмё, в числе которых сама Хелена, Нина Перссон из группы The Cardigans, Сесилия Нордлунд, Лотта Венглен, а также музыкального продюсера Гурдун Хауксдоттир (Gudrun Hauksdottir). Режиссёром фильма выступила Джессика Неттельбладтс (Jessica Nettelbladts).

### Per Gessle / Пер Гессле, Roxette и связанные проекты

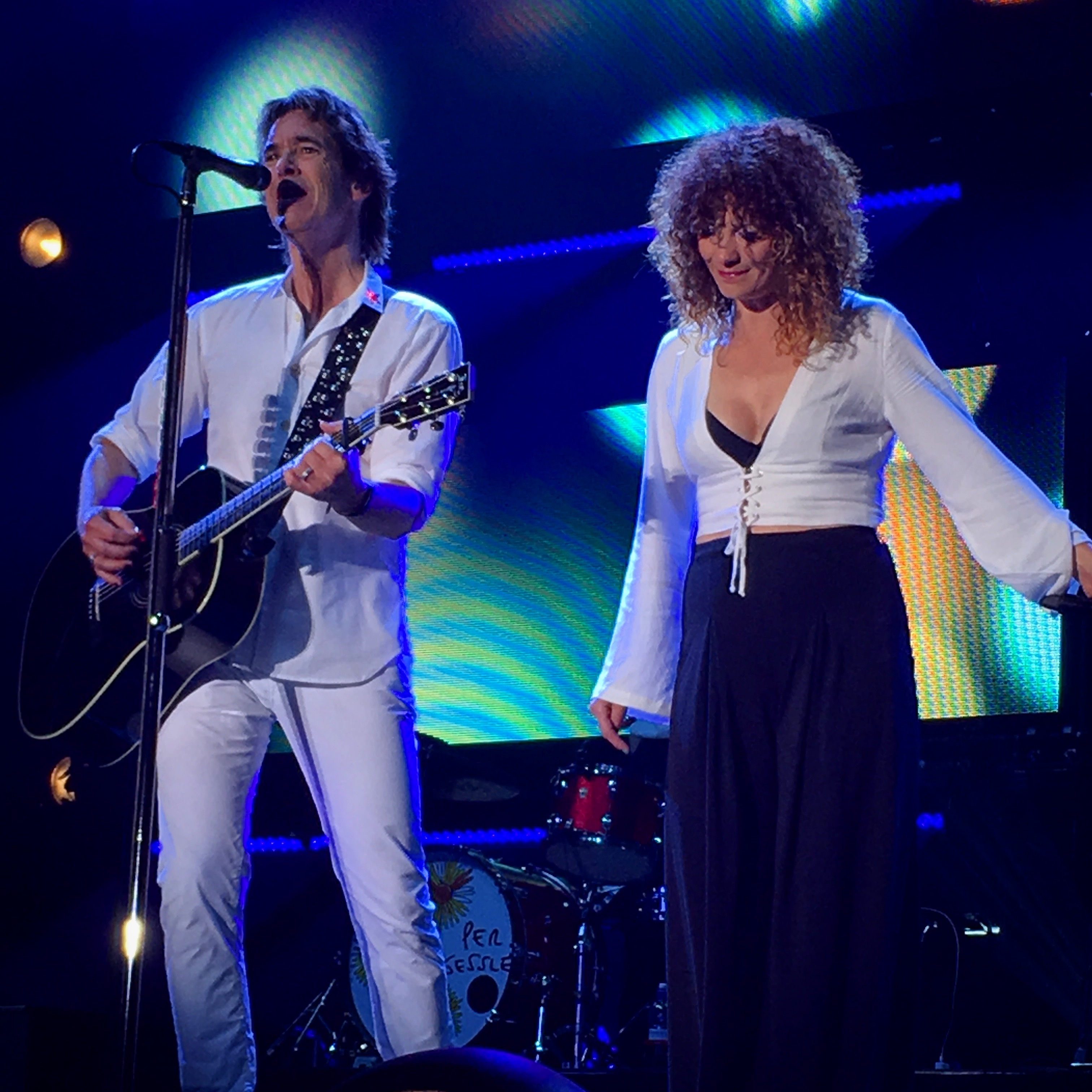
Хелена Юсефссон и Пер Гессле во время гастрольного тура En vacker kväll, Греббестад, Швеция. Июль 2017 года.

В 2001—2002 гг. группа Sandy Mouche обратилась к Кристоферу Лундквисту, одному из самых известных в Швеции продюсеров и владельцев студии звукозаписи «Aerosole Grey Machine», с просьбой о записи дебютного мини-альбома. Лундквист предоставил музыкантам свою студию и спродюсировал запись. Вместе с этим Лундквист в течение нескольких лет работал с Пером Гессле, который искал певицу для бэк-вокала для записи своего четвёртого сольного альбома «Mazarin» (2003). Лундквист познакомил Гессле и Юсефссон, музыканты сработались вместе и с этого момента началось их многолетнее сотрудничество. Юсефссон также приняла участие в летнем гастрольном туре Гессле «Mazarin sommarturne 2003».
В начале 2004 года Хелена работала над альбомом Gyllene Tider «Finn 5 Fel!».
В 2006, после чего Хелена приняла участие в записи ещё одного сольника Гессле «Son of a Plumber». На некоторых песнях исполняла бэк-вокальные партии, в некоторых — главный вокал.
В 2007 вместе с Пером Гессле записала его сольный альбом «En Händig Man» (Рукастый человек) и отправилась в гастрольный тур «En händig man på turné 2007» по Швеции.
В декабре 2008 года вышел альбом Гессле «Party Crasher», в работе над которым Хелена также принимала активное участие. Весной и летом 2009 года она вместе со всей группой отправилась в европейский тур в поддержку диска.

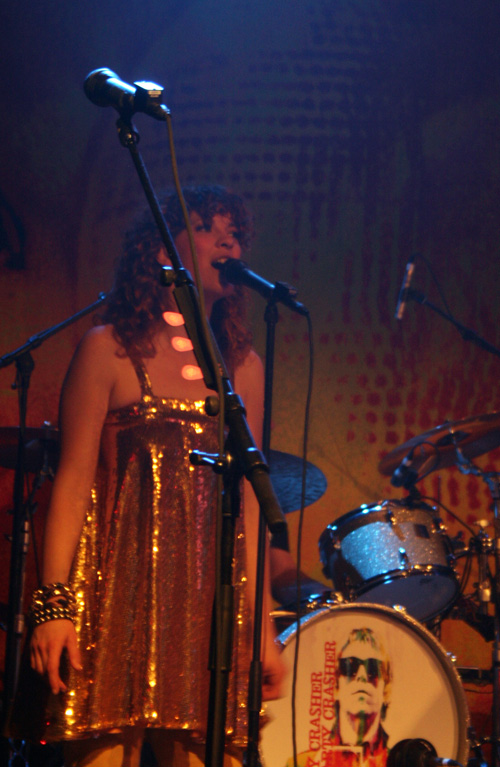
Хелена Юсефссон на концерте в Кёльне в рамках «Party Crasher Tour 2009»

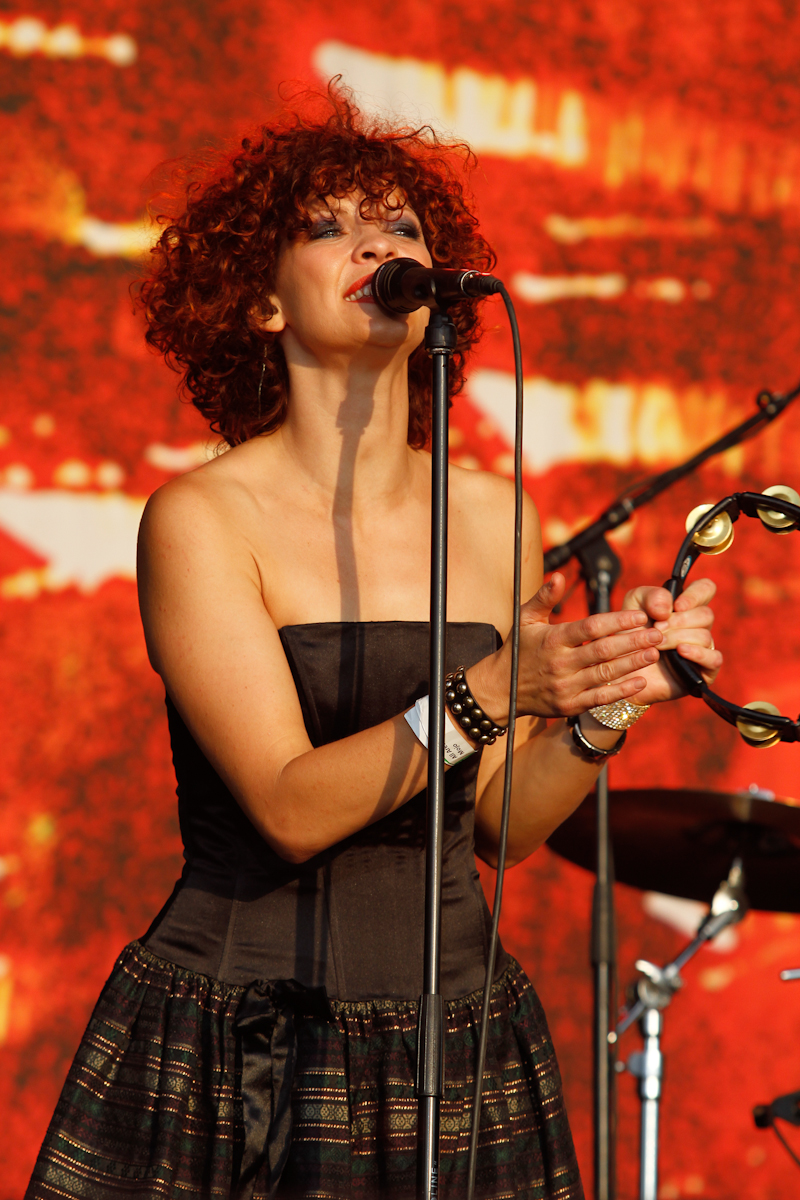
Во время выступления Roxette на фестивале Боспоп в Нидерландах, 2011 год

В начале 2011 года начались репетиции в студиях Стокгольма перед мировым турне Roxette, в котором Хелена пела на бэк-вокале. Турне началось в России и продолжилось на 5 континентах по всему миру до конца лета 2011 года.
В 2017 году Юсефссон отправилась с Гессле в Нэшвилл, штат Теннесси для записи его сольных альбомов «En vacker natt» и «En vacker dag» (а также вышедшего чуть позже из англоязычной версии «Small Town Talk»). В поддержку этих альбом она приняла участие в гастрольном туре «En vacker kväll».
Летом 2017 года вышел второй сингл проекта Mono Mind, в котором Юсефссон принимает участие с Пером Гессле и Кристофером Лундквистом. Певица также приняла участие в летнем скандинавском гастрольном туре Пера Гессле «En vacker kväll», приуроченном к выходу его восьмого сольного альбома.
В 2018 году она гастролировала с Гессле под именем PG Roxette в рамках европейского тура «Per Gessle’s Roxette» .
В 2019 году был представлен новый проект Гессле — группы Mono Mind и её дебютный альбом «Mind Control».
В 2020 году вышел очередной сольный альбом Гессле «Gammal kärlek rostar aldrig», который был также записан при участии певицы.
В 2021 году приняла участие в гастрольном туре «Per Gessle Unplugged».
20 марта 2024 года Юсефссон объявила о завершении своего сотрудничества с Пером Гессле.

### Mikael Gökinan / Микаэль Ёкинан
В сотрудничестве с гитаристом Майклом Йокинаном (Mikael Gökinan) записала несколько песен для его альбома. Проект получил название «Ludde, Hella & Göken» по именам участников (Ludde Wennström — контрабас, бэк-вокал; Mikael Gökinan — акустическая гитара и бэк-вокал; Helena Josefsson — вокал).

### Andreas Johnson / Андреас Юнсон
В 2007 году Юсефссон выступила бэк-вокалисткой на сборнике «The Collector» шведского певца Андреаса Юнсона.

### Junior Senior
Для датской поп группы Junior Senior она записала несколько синглов, в частности « D-D-Don’t Don’t Stop The Beat» (2002), «Rhythm Bandits» (2003) и «Boy Meets Girl» (2003).

### Sebastian Karlsson / Себастиан Карлссон
Юсефссон записывала бэк-вокал для песен шведского певца Себастиана Карлссона.

### Kill FM
23 июня 2014 года состоялся релиз песни, которую записала Хелена в сотрудничестве с дуэтом Kill FM (Kim Lindén and Jimmy Andersson). Песня стала заглавным синглом с одноименного ЕР «Don’t Go Dark». Композиция написана коллегой и другом Хелены, музыкантом Пером Гессле (Roxette, Gyllene Tider). Премьера песни состоялась на шведской радиостанции Swedish Radio P3.

### Kontur

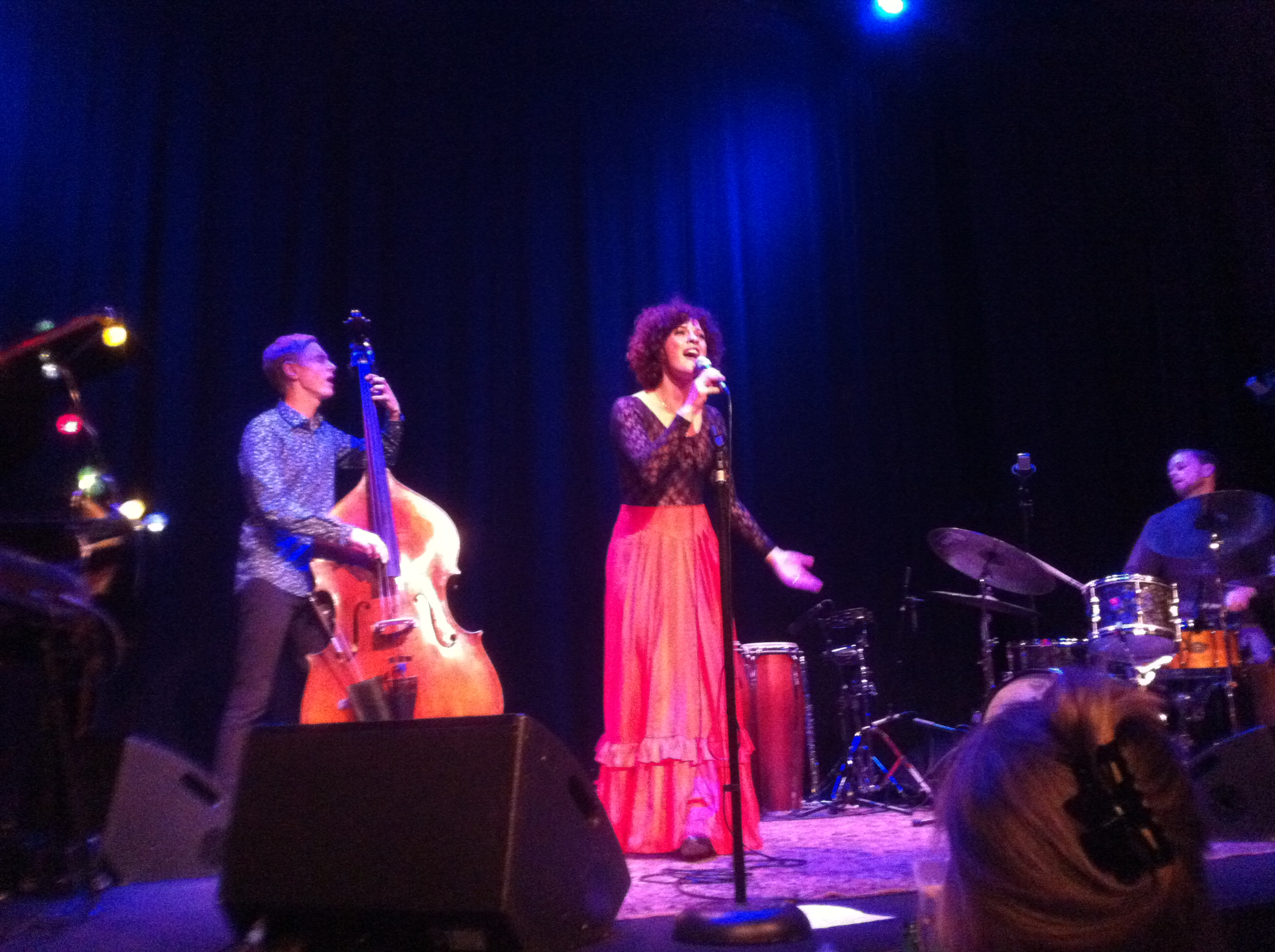
Хелена Юсефссон и группа Kontur, 2015

Впервые Хелена и джазовое трио Kontur! выступили вместе в апреле 2014 года в клубе «Вавилон» (Мальмё). Сотрудничество продолжилось в следующем году записью каверов на всемирно известные хиты («Time After Time», «Ordinary World», «Det vi saknar nu» и др.) и релиз полноценного студийного альбома в октябре этого же года. В 2016 году прошло несколько совместных выступлений в Швеции.
16 октября 2015 года состоялась премьера нового альбома «Happiness». Этот альбом был записан совместно с джазовой группой Kontur. На совместном концерте в клубе «Mejeriet» (Лунд, Швеция) в октябре 2014 года была записана песня «Det vi saknar nu», интерпретация песни «What the world needs now is love» американского композитора Берта Бакарака (видео). Певица и Kontur также посетили шведские города Норрчёпинг, Истад, Мальмё и Ландскруна с отдельными полноценными концертами в поддержку новой пластинки.

### Olof Löfgren / Улоф Лёфгрен
В 2015 году Хелена сотрудничала с Улофом Лёфгреном, учителем музыки из Мальмё. Он пригласил певицу участвовать в проекте «Voice of Malmö», в рамках которого совместно был записан целый альбом всего за 2 дня.

### Pelle Ossler / Пелле Осслер
Юсефссон сотрудничала со шведским рок-музыкантом и исполнителем Пелле Осслером.

### Robert Pettersson / Роберт Петтерссон
9 января 2012 года в Швеции состоялась премьера фильма «Агент Хамилтон: В интересах нации», для которого Хелена вместе с Робертом Петерссоном (солистом шведской альт-рок-группы «Takida») записала заглавную тему, композицию под названием «My Own Worst Enemy». Автор песни — Måns Tristan Sohlman aka Tristan. На песню был также снят видеоклип.

### Righteous Boy
В качестве бэк-вокалистки Юсефссон также сотрудничала с Магнусом Свенингссоном, басистом группы The Cardigans, в его проекте Righteous Boy. Для его альбома «I Sing Because of You» (2002) она записала четыре песни.

### Michael Saxell
В апреле 2020 года Юсефссон выпустила песню «Morgonrocksvals», которую написал Michael Saxell. Песня была записана на студии Кристофера Лундквиста в Сконе. Сам Лундквист исполнил партию на флейте, а Amit Sen — на виолончели.

### Sven-Ingvars
Летом 2018 года Юсефссон выступила в качестве специального гостя на концерте группы Sven-Ingvars в амфитеатре «Дальхалла» в шведском городе Реттвик. Помимо неё в выступлении приняли участие Сабина Думба, Томас Андерссон Вий и другие.

### Swan Lee
Юсефссон сотрудничала с датской группой Swan Lee в записи их альбома с одноимённым названием (2005).

### Vindla String Quartet
В апреле 2014 года Хелена выступала на квартирнике в шведском городе Мальмё с группой Vindla String Quartet (Caroline Karpinska, Maria Bergström, Elina Nygren, Gerda Holmquist), где исполнила каверы на песни «Hymne à l'amour» французской певицы Эдит Пиаф и бельгийского шансонье Жака Бреля «Ne me quitte pas». Последнюю песню записал на видео «Sveriges Berlin», базирующийся в Мальмё видео-журнал, освещающий проходящие в регионе культурные события. О выступлении писала южношведская газета «Sydsvenskan».

## Общественная деятельность
В 2015 году Юсефссон участвовала в благотворительном концерте «We Act» в Мальмё, все сборы от которого направлялись вынужденным переселенцам и беженцам. Помимо неё в концерте принимала участие группа The Cardigans, Brainpool и другие шведские музыканты. В 2016 году певица не смогла принять участие в концерте, но выставила на интернет-аукцион Tradera.se свой автопортрет, написанный маслом. Вырученные средства она планировала передать фонду помощи беженцам из Курдистана. Хелена также регулярно сдает кровь для нужд Красного креста. В своем официальном фейсбуке певица рассказала, что её группа крови B(+).
В 2017 году шведская общественная организация Doc Lounge организовала благотворительный тур по шести женским тюрьмам Швеции. В туре приняла участие шведский режиссёр Jessica Nettelbladt и волонтёры. В рамках акции было организовано посещение шести пенитенциарных заведений: по два в июне, октябре и ноябре 2017 года. Во время тура проходил показ социального документального фильма режиссёра Неттельбладт «MonaLisa Story» (2015), саундтрэком к которому стала песня «Hurt», написанная Хеленой Юсефссон для группы Sandy Mouche; эту же песню Хелена исполняла перед заключёнными в 4 тюрьмах при их посещении осенью 2017 года.

## Дискография
Дискография в составе Sandy Mouche — см. одноименную статью.

### Альбомы
- «Dynamo» (28 февраля 2007) (англ.)
- «Kyss mej» (9 февраля 2011) (швед.)
- «Happiness» (16 октября 2015) (англ.)[59] — совместно с группой Kontur
- «Beauty, Love, Anything» (15 марта 2019) (англ.)

### Синглы
1. С альбома «Dynamo»
- «By your side» (29 ноября 2006)
- «Never Never (My Dynamo)» (14 февраля 2007)
- «Where Does The Unused Love Go?» (28 мая 2007) — промосингл

2. С альбома «Kyss mej»
- «Fen & jag» (17 октября 2009)
- «Kyss mej» (10 февраля 2010)
- «Nån annanstans nån annan gång» (7 декабря 2010)

3. С альбома «Happiness» (совместно с группой Kontur)
- «Time after time» (25 марта 2015) — iTunes
- «Happiness» (22 сентября 2015) — iTunes[60]

4. С альбома «Beauty, Love, Anything»
- «Michael» (31 августа 2018)
- «All the Blue» (22 февраля 2019)
- «Enjoy Yourself» (3 мая 2019)

Внеальбомные
- «Greensleeves» (9 августа 2019)
- «Bara en dröm» (2021)

### Промовидео
- «By your side» (2007)
- «Fen & jag» (впервые опубликовано на сайте YouTube 17 октября 2009)[61]
- «Kyss mej» (2010) (реж. Сесилия Нордлунд)[62]
- «Bara en dröm» (2022) (реж. Кай-Уве Хайнце)[63]

## Награды
- 22 мая 2008 года Юсефссон была награждена стипендией культурного фонда лена Сконе «Sparbanksstiftelsen» в размере 50 000 SEK (примерно €5000)[64][65].

## Отзывы критиков
- Пер Гессле в интервью перед варшавским концертом в 2009 году рассказал о Хелене: «Она потрясающая, просто невероятная и очень непредсказуемая в то же время. Она никогда не поет песню одинаково, всегда меняет что-то в студии или на концертах. Когда я работаю с ней, то записываю всё и потом у меня возникает проблема, потому что я не знаю какую версию выбрать [смеется]. Хелена — обладательница действительно уникального голоса и таланта. В случае с альбомом „Party Crasher“ её роль вокалистки почти такая же значимая, как и моя. С самого начала я хотел, чтобы она была частью проекта. Какие песни будет петь она, а какие я, мы решали с самого начала записи вместе.»[66].
- Хокан Энгстрём (Håkan Engström), музыкальный критик шведской газеты «Sydsvenskan», дал положительную оценку выступлению Хелены на сборном концерте (25 декабря 2009 года, «Debaser», Мальмё, Швеция), посвящённом памяти Майкла Джексона[14].
- Комментируя выступление Пера Гессле и его группы в рамках тура «Per Gessle Unplugged» (2021), обозреватель шведской еженедельной газеты «Aftonbladet» Маркус Ларссон называет Хелену Юсефссон «невероятной»[67].

### Отзывы критиков на выступления во время тура «En vacker kväll» (2017)
- Алекс Бергдаль из шведской газеты «Blekinge Läns Tidning» рассказывает о концерте Пера Гессле в Карлскруне. Бергдаль называет бэк-вокалистку Хелену Юсефссон «выдающейся певицей»[68].
- Томмас Беннелид, корреспондент шведской газеты «Bohusläningen», пишет о концерте Пера Гессле в Греббестаде. Беннелид называет исполнение песни «It must have been love» (дуэт Гессле-Юсефссон) «необычайно сильным»[69].
- Бьорн Нюстрём, обозреватель NSD, рассказывает о концерте Гессле в городе Питео. В отсутствие Мари Фредрикссон вокал Хелены Юсефссон называется «отличной попыткой», а классическая песня «It Must Have Been Love» (дуэт Гессле-Юсефссон), по мнению критика, «звучит лучше, чем он когда-либо её слышал». Критик особо отмечает «отличное» исполнение песни «Första pris» (дуэт Гессле-Юсефссон) с последнего альбома «En vacker natt» (2017)[70].
- Газета острова Эланд «Ölandsbladet» пишет о концерте Гессле в Боргхольмском замке. Её обозреватель Петер Бусртём особенно отмечает: «забавно, какую роль играет Хелена Юсефссон в выступлении. Она действительно этого заслуживает после всех лет работы бэк-вокалисткой. Её исполнение „Segla på ett moln“ действительно становится жемчужиной в руинах»[71].
- Вермландская газета «Värmlands Folkblad» пишет о выступлении Пера Гессле в городе Арвика. Её обозреватель Йуаким Магнуссон пишет об исполнении песен Roxette на концерте в отсутствие Мари Фредрикссон, однако эксплицитно замечает, что «Хелена Юсефссон [и] ЕСТЬ Мари Фредрикссон», а также называет новую песню «Första pris», которую Гессле и Юсефссон исполняли дуэтом, «новой любимой песней, исполняемой вживую»[72].
- Пер Гессле, с которым Юсефссон выступала на 21 концерте во время тура, назвал её «абсолютной певицей мирового уровня» (швед. Helena Josefsson är en sångerska i absolut världsklass)[73].